# 熱熱利夫
49°47′40″N 28°38′2″E / 49.79444°N 28.63389°E

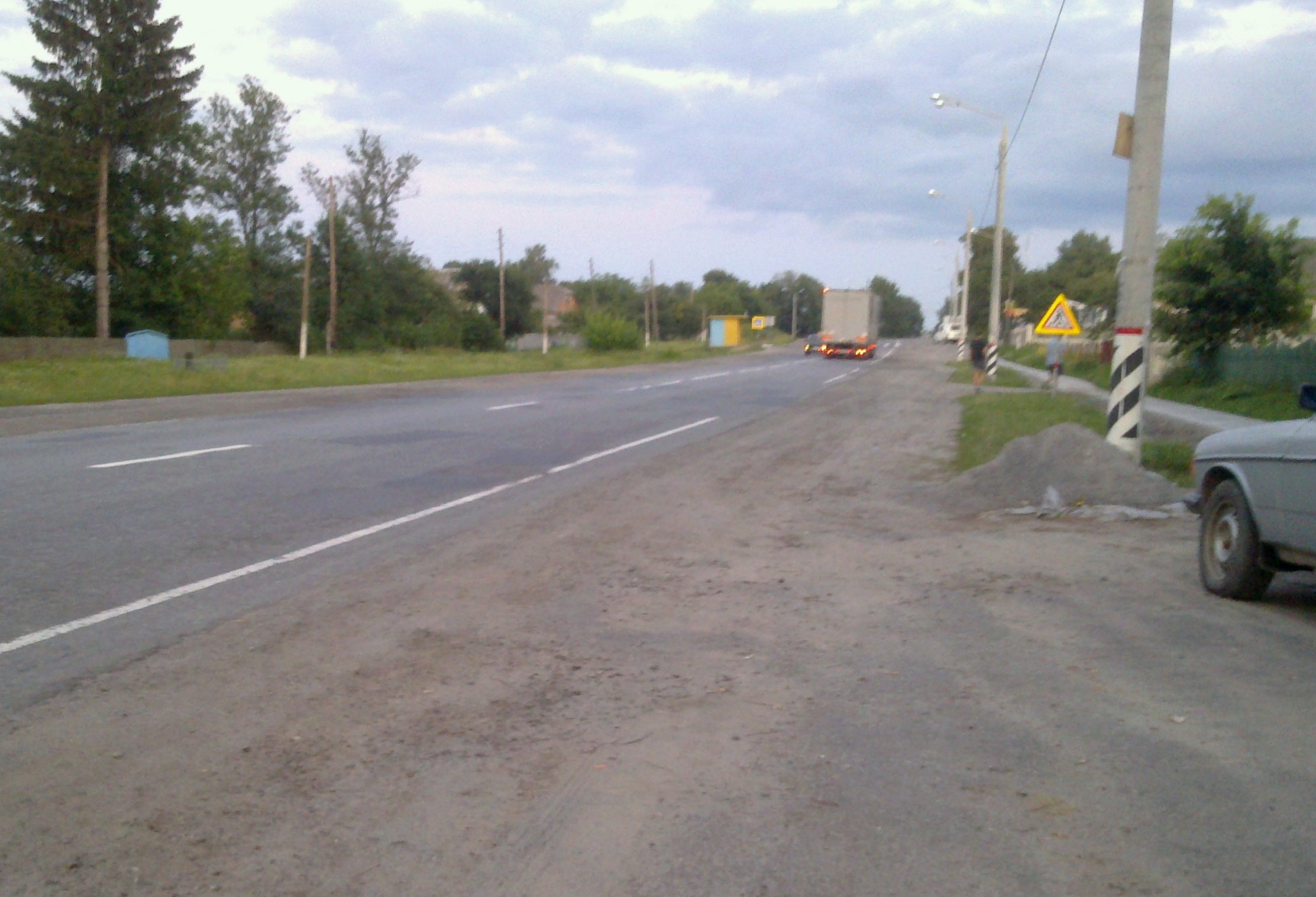

熱熱利夫（烏克蘭語：Жежелів），是烏克蘭的村落，位於該國西南部文尼察州，由赫米利尼克區負責管轄，始建於1540年，面積7.83平方公里，海拔高度269米，2001年人口1,456，人口密度每平方公里185.95人。